# ハマアザミ
ハマアザミ（浜薊、学名：Cirsium maritimum Makino）は、温帯の海岸に生育するキク科アザミ属の多年草。根を食用にすることから、別名ハマゴボウ（浜牛蒡）とも呼ばれる。

## 形態
草丈は30-50 センチメートル程度となる。根生葉の付け根から抽薹し、茎生葉を持つ。茎生葉は互生で茎を抱くことは少ない。根生葉、茎生葉ともに羽状に切れ込み、厚くて光沢がある。葉縁には鋭いとげが生え、触ると痛む。
花期は7月～12月頃で、茎の先端に直径3 cm程度の頭状花序をつける。花は一般的に紅紫色で、管状花の付け根に4-7枚程度の苞を持つ。
白い花をつけるものを変種シロバナハマアザミ (Cirsium maritimum Makino var. leucanthum Nakai ex Honda) とすることもある。

## 分布
日本の千葉県以南以西、九州まで分布するが、鹿児島以南にはない。主として海岸に生育し、時にやや内陸で見かけることもある。砂地、砂礫地から草原を好む海浜植物。

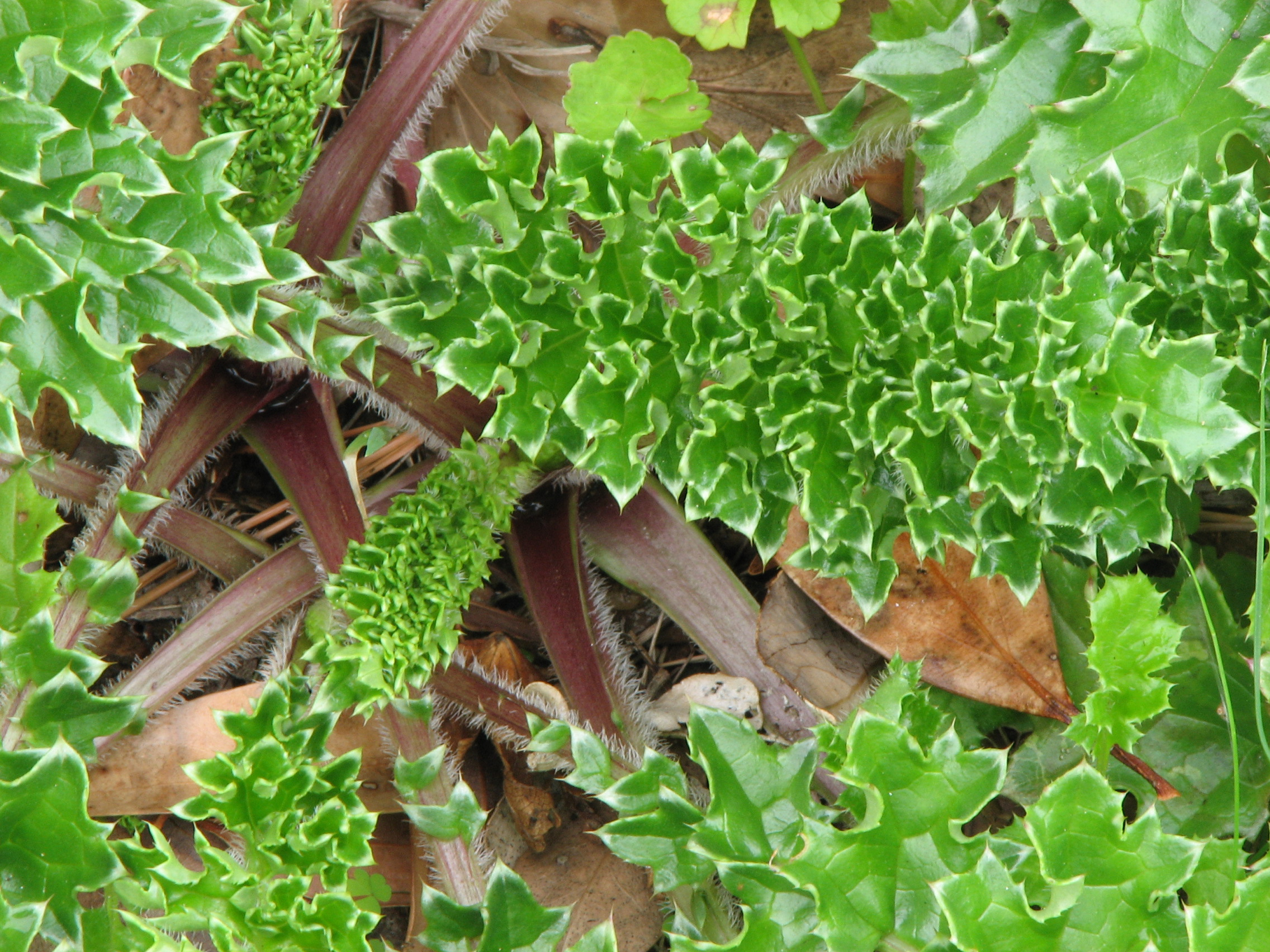
ハマアザミの根生葉。深く羽状に切れ込み、葉縁に鋭いとげがある

## 近縁種
形態的にはノアザミに近いが、葉の照りや厚み、棘の様子などではっきり区別できる。鹿児島県以南にはよく似たオイランアザミ (C. spinosum Kitam.) がある

## 利用
根はゴボウのように野菜として利用される。また葉は山菜として食用とされ、茹でてお浸し等に用いられる。

## 種の保全状況評価
本種は海浜植物であり、海岸の開発のため生育可能な海岸の減少とともに個体数も減少しつつある。
都道府県版レッドデータブック
- 千葉県、神奈川県および兵庫県 : 絶滅危惧I類
- 高知県、鹿児島県 : 絶滅危惧II類